# Meredith Scott Lynn
Meredith Scott Lynn (ur. 8 marca 1970 w Nowym Jorku) – amerykańska aktorka, reżyserka i producentka. Urodziła się w Brooklynie, w Nowym Jorku. Wystąpiła m.in. w filmach Legalna blondynka oraz Podróż przedślubna. Zagrała też wiele roli epizodycznych w serialach telewizyjnych. Od 2012 roku w serialu Dni naszego życia odgrywa rolę Anne Milbauer.